# Зунг Лак, Андрей
Андрей Зунг Лак (вьет. Anrê Dũng (Lạc)), имя при рождении Чан Ан Зунг (вьет. Trần An Dũng), полное имя Андрей Чан Ан Зунг (Лак) (вьет. Anrê Trần An Dũng (Lạc)), (1795, Бакнинь, Вьетнам — 21 декабря 1839, Ханой, Вьетнам) — святой Римско-католической церкви, первый вьетнамский католический священник, мученик.

## Биография
Андрей Зунг Лак родился в языческой семье. В возрасте 15 лет принял христианство, после чего стал проводить катехизацию. После десятилетней работы катехизатора, в возрасте 25 лет стал обучаться богословию. В 1823 году был рукоположён в священники. В условиях гонений занимался активной пастырской деятельностью в епархии Ке-Дам.
В 1835 году был арестован. Местная католическая община выкупила его за 3 слитка серебра. 16 ноября 1839 году был снова арестован и брошен в тюрьму. В тюрьме отверг предложение отречься от своей веры и был казнён через обезглавливание.

## Прославление
27 мая 1900 года Андрей Зунг Лак вместе с другими вьетнамскими мучениками был причислен к лику блаженных, 19 июня 1988 года римский папа Иоанн Павел II причислил его к лику святых в группе 117 вьетнамских мучеников.
День памяти святого Андрея Зунг Лак — 24 ноября.